# La Roue Tourangelle
La Roue Tourangelle je jednodenní cyklistický závod konaný ve francouzském regionu Centre-Val de Loire. Ročníky 2002–2004 byly organizovány pro amatérské závodníky. V roce 2005 závod postoupil na úroveň 1.2 v rámci UCI Europe Tour. V roce 2013 závod pokročil na úroveň 1.1 a v roce 2015 se stal součástí Francouzského poháru v silniční cyklistice. Ročník 2020 byl zrušen kvůli probíhajíci pandemii covidu-19. V roce 2021 se závod vrátil po roční pauze; vítězem se stal Arnaud Démare z týmu Groupama–FDJ.

## Seznam vítězů
| Rok  | Země                               | Jezdec                             | Tým                                |
| ---- | ---------------------------------- | ---------------------------------- | ---------------------------------- |
| 2002 | Polsko                             | Mariusz Wiesiak                    | Polonia–Pacific                    |
| 2003 | Uzbekistán                         | Sergej Lagutin                     | Zoccorinese–Vellutex               |
| 2004 | Polsko                             | Błażej Janiaczyk                   | Norda Volvo Dorini                 |
| 2005 | Francie                            | Gilles Canouet                     | Agritubel–Loudun                   |
| 2006 | Rusko                              | Sergej Kolesnikov                  | Omnibike Dynamo Moscow             |
| 2007 | Rusko                              | Jurij Trofimov                     | Moscow Stars                       |
| 2008 | Ukrajina                           | Vitalij Kondrut                    | ISD Sport Donetsk                  |
| 2009 | Francie                            | Arnaud Molmy                       | CC Nogent-sur-Oise                 |
| 2010 | Francie                            | Yann Guyot                         | Sojasun–AC Noyal                   |
| 2011 | Kanada                             | David Veilleux                     | Team Europcar                      |
| 2012 | Rusko                              | Vjačeslav Kuzněcov                 | Itera–Katusha                      |
| 2013 | Francie                            | Mickaël Delage                     | FDJ                                |
| 2014 | Francie                            | Angelo Tulik                       | Team Europcar                      |
| 2015 | Francie                            | Lorrenzo Manzin                    | FDJ                                |
| 2016 | Francie                            | Samuel Dumoulin                    | AG2R La Mondiale                   |
| 2017 | Francie                            | Flavien Dassonville                | HP BTP–Auber93                     |
| 2018 | Francie                            | Marc Sarreau                       | Groupama–FDJ                       |
| 2019 | Belgie                             | Lionel Taminiaux                   | Wallonie Bruxelles                 |
| 2020 | Nejelo se kvůli pandemii covidu-19 | Nejelo se kvůli pandemii covidu-19 | Nejelo se kvůli pandemii covidu-19 |
| 2021 | Francie                            | Arnaud Démare                      | Groupama–FDJ                       |
| 2022 | Francie                            | Nacer Bouhanni                     | Arkéa–Samsic                       |
| 2023 | Irsko                              | Rory Townsend                      | Bolton Equities Black Spoke        |
| 2024 | Francie                            | Jason Tesson                       | Team TotalEnergies                 |